# Diangounté Camara
Diangounté is een gemeente (commune) in de regio Nioros in Mali. De gemeente telt 43.681 inwoners (2022).